# Lijst van gemeentelijke monumenten in Vleuten-De Meern
De wijk Vleuten-De Meern van de gemeente Utrecht kent totaal 52 gemeentelijk monumenten beschreven in 45 regels (monumentnummers, verdeeld over de volgende woonplaatsen en buurten.

## De Meern
Het dorp De Meern en omgeving, inclusief de buurt Veldhuizen en het bedrijvengebied Oudenrijn, tegenwoordig onderdeel van de Utrechtse wijk Vleuten-De Meern, kent de volgende 10 gemeentelijk monumenten. Zie hieronder een overzicht.
| Object                                                                                                | Bouwjaar        | Architect | Locatie                                | Coördinaten                 | Nr.       | Afbeelding  |
| --- | --------------- | --------- | -------------------------------------- | --------------------------- | --------- | ----------- |
| Hofstede van voormalig kasteel Nyevelt                                                                |                 |           | Haarlerberg 56 B/C                     | 52° 4' 53" NB, 5° 1' 3" OL  | 0344/1498 | Upload foto |
| Langhuisboererij met stal                                                                             | 1896            |           | Kloosterpark 3                         | 52° 4' 49" NB, 5° 1' 29" OL | 0344/1500 | Upload foto |
| Woon-winkelpand                                                                                       | Begin 20e eeuw  |           | Meerndijk 7                            | 52° 4' 56" NB, 5° 2' 11" OL | 0344/1503 | Upload foto |
| Dwarshuisboerderij                                                                                    | Midden 19e eeuw |           | Rijksstraatweg DM 61                   | 52° 4' 54" NB, 5° 3' 1" OL  | 0344/1508 | Upload foto |
| Langhuisboerderij met kapberg, grote boom en smeedijzeren hetkwerk                                    | 18e eeuw        |           | Rijksstraatweg DM 64                   | 52° 4' 53" NB, 5° 2' 47" OL | 0344/1504 | Upload foto |
| Voormalig gemeentehuis van Oudenrijn                                                                  | 1830            |           | Rijksstraatweg DM 74                   | 52° 4' 54" NB, 5° 2' 35" OL | 0344/1505 | Upload foto |
| Waterleidingbedrijf (Stichting Drinkwaterleiding West-Utrecht) in de stijl van de Nieuwe Zakelijkheid | 1927            |           | Rijksstraatweg DM 128                  | 52° 5' 7" NB, 5° 1' 16" OL  | 0344/1550 | Upload foto |
| Dwarshuisboerderij met achterhuis en schuur                                                           | 1870            |           | Rijksstraatweg DM 142 en IJsselmonde 1 | 52° 5' 17" NB, 5° 0' 21" OL | 0344/1501 | Upload foto |
| Nederlands Hervormde kerk                                                                             | 1912            |           | Zandweg 126                            | 52° 4' 59" NB, 5° 2' 15" OL | 0344/1506 | Upload foto |
| Pastorie van de kerk te De Meern                                                                      |                 |           | Zandweg 147                            | 52° 5' 1" NB, 5° 2' 4" OL   | 0344/1507 | Upload foto |

## Haarzuilens
De plaats Haarzuilens kent 17 gemeentelijk monumenten, beschreven in 10 regels.
| Object                                     | Bouwjaar        | Architect | Locatie                                    | Coördinaten                  | Nr.          | Afbeelding  |
| ------------------------------------------ | --------------- | --------- | ------------------------------------------ | ---------------------------- | ------------ | ----------- |
| Winkel-woonhuis                            | 1896            |           | Brink 3-4                                  | 52° 7' 14" NB, 4° 59' 52" OL | 0344/3441463 | Upload foto |
| Dubbel woonhuis                            | 1900 (circa)    |           | Brink 9-10                                 | 52° 7' 17" NB, 4° 59' 56" OL | 0344/3441464 | Upload foto |
| Winkel-woonhuis annex bakkerij             | 1896            |           | Brink 11                                   | 52° 7' 16" NB, 4° 59' 54" OL | 0344/3441465 | Upload foto |
| Dubbel woonhuis                            |                 |           | Eikstraat 2-4                              | 52° 7' 12" NB, 4° 59' 50" OL | 0344/3441566 | Upload foto |
| Woonhuis                                   |                 |           | Lagehaarsedijk 6                           | 52° 7' 4" NB, 4° 58' 40" OL  | 0344/3441467 | Upload foto |
| Langhuisboerderij                          | Midden 19e eeuw |           | Lagehaarsedijk 9                           | 52° 7' 4" NB, 4° 58' 37" OL  | 0344/3441468 | Upload foto |
| Blokje met oorspronkelijk 4, nu 3 woningen | 1896            |           | Ockhuizerweg 5-9, Wethouder de Greeflaan 8 | 52° 7' 19" NB, 4° 59' 56" OL | 0344/3441469 | Upload foto |
| Boerderij                                  | 1896            |           | Polderweg 2                                | 52° 7' 56" NB, 4° 59' 8" OL  | 0344/3441472 | Upload foto |
| Woonhuis                                   |                 |           | Wethouder de Greeflaan 10/12               | 52° 7' 20" NB, 4° 59' 52" OL | 0344/3441477 | Upload foto |
| Woonblokje van 4 woningen                  | 1910            |           | Wethouder de Greeflaan 14 t/m 20           | 52° 7' 20" NB, 4° 59' 51" OL | 0344/3441478 | Upload foto |

## Rijnenburg
De polder Rijnenburg kent de volgende 3 gemeentelijke monumenten:
| Object                                                                               | Bouwjaar                | Architect | Locatie       | Coördinaten                 | Nr.       | Afbeelding  |
| ------------------------------------------------------------------------------------ | ----------------------- | --------- | ------------- | --------------------------- | --------- | ----------- |
| Langhuis-boerderij met afgewolfde rieten kap                                         | 18e eeuw (vermoedelijk) |           | Reijerscop 10 | 52° 4' 30" NB, 5° 0' 46" OL | 0344/1510 | Upload foto |
| Langhuisboerderij met afgewolfd rieten zadeldak                                      | Eerste helft 19e eeuw   |           | Reijerscop 21 | 52° 4' 23" NB, 5° 1' 21" OL | 0344/1511 | Upload foto |
| Langhuisboerderij met rieten zadeldak, schuur met zadeldak, kapberg en tweede schuur | 1870 (circa)            |           | Ringkade 3    | 52° 4' 23" NB, 5° 1' 21" OL | 0344/1454 | Upload foto |

## Vleuten
Het dorp Vleuten en omgeving, tegenwoordig onderdeel van de Utrechtse wijk Vleuten-De Meern, kent 22 gemeentelijk monumenten. Deze lijst beslaat het dorp, het buitengebied ten westen en noorden van het dorp, de buurten Haarrijn en Vleuterwijde en het Máximapark (inclusief de buurtschap Alendorp). Zie hieronder een overzicht.
| Object | Bouwjaar              | Architect    | Locatie                                  | Coördinaten                  | Nr.       | Afbeelding  |
| --- | --------------------- | ------------ | ---------------------------------------- | ---------------------------- | --------- | ----------- |
| Klein neogotisch kerkje; Gereformeerde Kerk te Vleuten | 1896                  | L.J. de Rooy | Alendorperweg 57                         | 52° 5' 40" NB, 5° 1' 42" OL  | 0344/1512 | Upload foto |
| Zomerhuis behorend bij langgevelboerderij Odenveldlaan 5                                                                                                  | Midden 19e eeuw       |              | Den Hamstraat 1                          | 52° 6' 21" NB, 5° 0' 39" OL  | 0344/1479 | Upload foto |
| Langhuisboerderij | 1860                  |              | Den Hamstraat 44                         | 52° 6' 23" NB, 5° 0' 25" OL  | 0344/1480 | Upload foto |
| Woonhuis | Eerste helft 19e eeuw |              | Dorpsstraat 22-24                        | 52° 6' 26" NB, 5° 0' 35" OL  | 0344/1481 | Upload foto |
| Classisistisch geïnspireerd woonhuis; samen met Dorpsstraat 68 en 70 onderdeel van een waardevol bebouwingsgroepje van drie huizen in verschillende stijl | Tweede helft 19e eeuw |              | Dorpsstraat 66                           | 52° 6' 25" NB, 5° 0' 8" OL   | 0344/1482 | Upload foto |
| Woonhuis | Tweede helft 19e eeuw |              | Hindersteinlaan 7 (hoek Pastoor Ohllaan) | 52° 6' 21" NB, 5° 0' 44" OL  | 0344/1483 | Upload foto |
| Dwarshuis-boerderij |                       |              | Hindersteinlaan 36                       | 52° 6' 16" NB, 5° 1' 15" OL  | 0344/1484 | Upload foto |
| Langhuisboerderij behorend bij zomerhuis Den Hamstraat 1                                                                                                  | Midden 19e eeuw       |              | Odenveltlaan 5                           | 52° 6' 21" NB, 5° 0' 40" OL  | 0344/1485 | Upload foto |
| Boerderij-complex bestaande uit een dwarshuisboerderij, zomerhuis, schuur en kapberg                                                                      | 19e eeuw              |              | Parkweg 26                               | 52° 6' 24" NB, 4° 59' 9" OL  | 0344/1470 | Upload foto |
| Langhuisboerderij met afgewolfd rieten zadeldak, zomerhuis en toegangshek                                                                                 | 1865                  |              | Parkweg 38/38A                           | 52° 6' 48" NB, 4° 58' 55" OL | 0344/1471 | Upload foto |
| Stadse vakwerkvilla in neo-renaissancestijl |                       |              | Pastoor Ohllaan 27                       | 52° 6' 17" NB, 5° 0' 46" OL  | 0344/1486 | Upload foto |
| Klassiek herenhuis |                       |              | Pastoor Ohllaan 33/35                    | 52° 6' 16" NB, 5° 0' 47" OL  | 0344/1487 | Upload foto |
| Voormalig patronaatsgebouw van de Rooms Katholieke St. Willibrorduskerk                                                                                   |                       |              | Pastoor Ohllaan 39/39A                   | 52° 6' 14" NB, 5° 0' 48" OL  | 0344/1488 | Upload foto |
| Langhuis-boerderij met woonhuisje en een restant rieten kapberg                                                                                           | 17e eeuw              |              | Puntenberg 1/1A                          | 52° 6' 11" NB, 5° 0' 51" OL  | 0344/1484 | Upload foto |
| Langhuisboerderij 'Dakveld' | 18e eeuw              |              | Stationsstraat 13                        | 52° 6' 19" NB, 5° 0' 42" OL  | 0344/1491 | Upload foto |
| Woonhuis met winkel (kapsalon) | 1893                  |              | Stationsstraat 34                        | 52° 6' 15" NB, 5° 0' 44" OL  | 0344/1492 | Upload foto |
| Villa van het stadse vakwerktype | 1911                  |              | Stationsstraat 36                        | 52° 6' 15" NB, 5° 0' 44" OL  | 0344/1493 | Upload foto |
| Stationsgebouw in de stijl van de Amsterdamse School | 1917 (circa)          |              | Stationsstraat 53                        | 52° 6' 11" NB, 5° 0' 44" OL  | 0344/1494 | Upload foto |
| Boerderij met woonhuis, stal- en schuurcomplex | 18e en 19e eeuw       |              | Thematerweg 7                            | 52° 6' 60" NB, 5° 0' 28" OL  | 0344/1474 | Upload foto |
| Langhuisboerderij met zomerhuis en kapberg | Eind 19e eeuw         |              | Thematerweg 12B en 14                    | 52° 6' 58" NB, 5° 0' 35" OL  | 0344/1475 | Upload foto |
| Langhuisboerderij met kapberg, schuur en eilandje met fruitboomgaard; omringd door sloot van de voormalige ridderhofstad Huis te Vleuten                  |                       |              | Utrechtseweg 1-3                         | 52° 6' 5" NB, 5° 1' 18" OL   | 0344/1495 | Upload foto |
| Langhuisboerderij met ouder zomerhuis | 1889 (boerderij)      |              | Zandweg 206                              | 52° 5' 18" NB, 5° 0' 44" OL  | 0344/1497 | Upload foto |